# Dumitru Mazilu

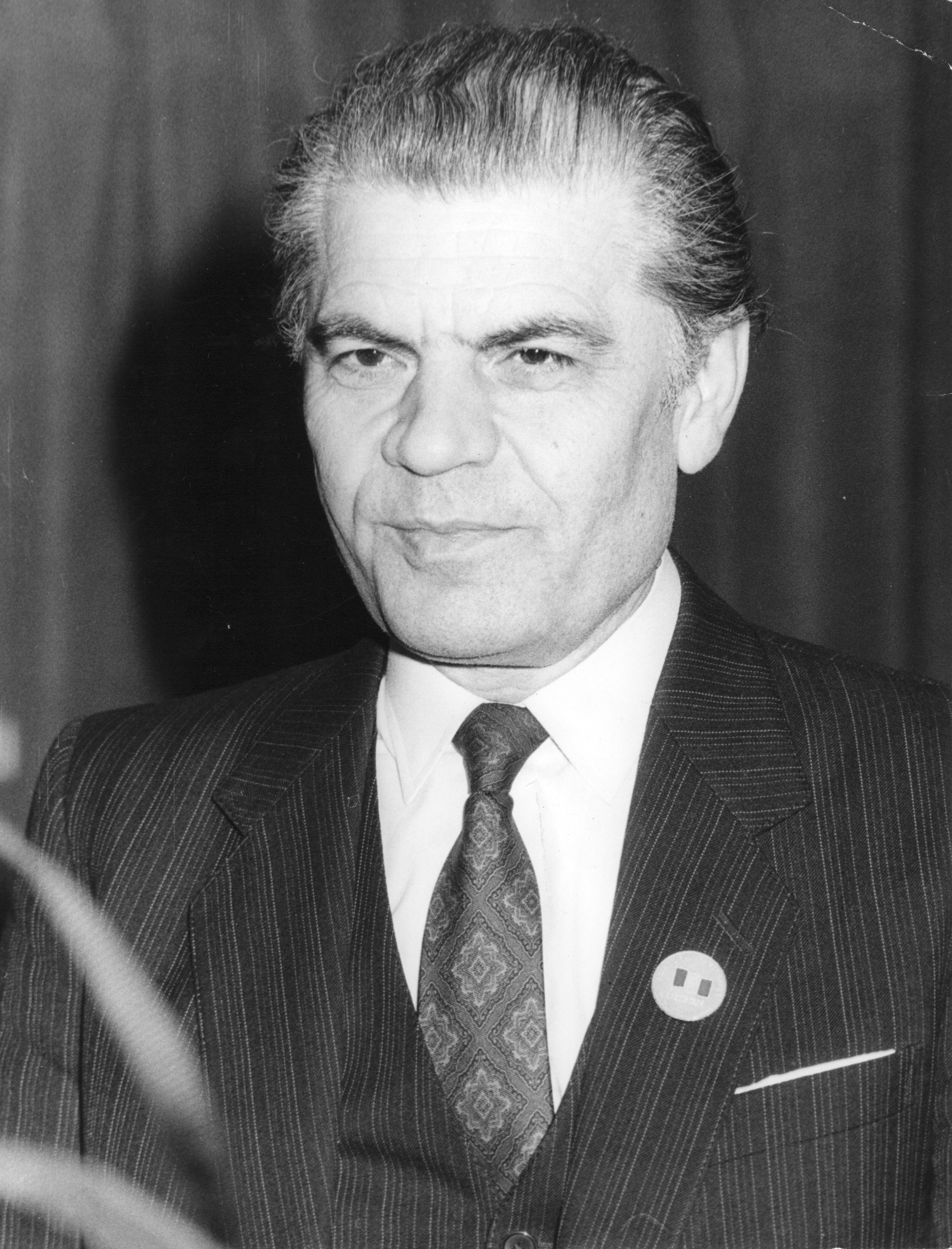
Dumitru Mazilu (1990)

Dumitru Mazilu (* 24. Juni 1934 in Bacău, Königreich Rumänien) ist ein rumänischer Jurist, Diplomat und Politiker. Während der Revolution von 1989 spielte er eine zentrale Rolle bei der Aufdeckung der Menschenrechtsverletzungen des Ceaușescu-Regimes. Nach dem Umbruch war er Mitbegründer des Consiliul Frontului Salvării Naționale und entwarf das politische Reformprogramm der postkommunistischen Übergangszeit.

## Leben
Mazilu absolvierte 1952 die Technische Ingenieurschule in Bacău. In den frühen 1950er-Jahren trat er in die Securitate ein und wurde zum Leutnant befördert. Nach dem Jurastudium an der Universität Bukarest (1959) promovierte er 1964. Parallel dazu lehrte er an der Parteischule Ștefan Gheorghiu in Bukarest. Mazilu war zunächst Lehrer und Direktor der Securitate-Schule in Băneasa. Ab Mitte der 1970er-Jahre wandte er sich wissenschaftlicher und diplomatischer Arbeit zu und wurde 1974 juristischer Berater im rumänischen Außenministerium.
1985 verfasste er einen internen Bericht über die Menschenrechtslage in Rumänien. Daraufhin wurde er unter Hausarrest gestellt, erhielt Reiseverbot und wurde 1987 aus dem Außenministerium entlassen.

### Rolle in der Revolution von 1989
Während der Revolution 1989 wurde Mazilu mit seiner Familie inhaftiert und am 22. Dezember 1989 befreit. Noch am selben Tag hielt er eine Rede vom Balkon des ehemaligen Zentralkomitees in Bukarest, in der er demokratische Reformen und die Rückkehr zu einem neutralen Landesnamen („România“) forderte.
Als Mitbegründer des Consiliul Frontului Salvării Naționale wurde Mazilu stellvertretender Vorsitzender und entwarf das Zehn-Punkte-Programm der Revolution. Dieses forderte unter anderem freie Wahlen, Pressefreiheit, Gewaltenteilung und Schutz von Minderheiten.
Wegen ideologischer Differenzen mit Ion Iliescu trat er bereits am 26. Januar 1990 von seinen Ämtern zurück.

### Diplomat und Wissenschaftler
Nach der Revolution übernahm Mazilu zahlreiche internationale diplomatische Aufgaben. Er leitete die rumänische Delegation bei UNCITRAL und war ab 1994 Botschafter in Wien. Zudem war er Vertreter Rumäniens bei der OSZE und der IAEO. Als Hochschullehrer wirkte er an der Universität Bukarest und der Universität Hyperion. Er veröffentlichte über 40 Bücher und mehrere hundert wissenschaftliche Arbeiten zu Völkerrecht, Diplomatie und europäischer Integration.

## Auszeichnungen
- 2003: Nominierung für den Friedensnobelpreis durch die Internationale Diplomatische Akademie
- 2004: Orden „Stern von Rumänien“ im Range eines Ritters

## Werke (Auswahl)
- Treaty on the Law of the Sea (1980; Neuauflage 2002)
- The Stolen Revolution (1991)
- Peace Treaty on the Right (1998)
- General Theory of Entitlement (1999)
- Public International Law (2 Bände, 2001–2002)
- Norms on Organization and Conducting War (2005)